# Lajos Beniczky
Lajos Beniczky nebo Ľudovít Benický (28. března nebo květen 1813, Banská Bystrica – 16. července 1868, Budapešť) byl uherský veřejný činitel a úředník.

## Život
Narodil se jako syn Lajose Beniczkého a Agneše Beniczké. Studoval gymnázium v Bánské Bystrici, Báňské a lesnické akademii v Banské Štiavnici a právo na Univerzitě v Pešti. Báňské a právnické studium nedokončil. Byl vládní komisařem středoslovenských banských měst. Začátkem 40. let se začlenil do reformního hnutí uherské šlechty vedené Lajosem Kossuthem. Byl hlavním organizátorem vojenských akcí proti slovenským dobrovolníkům během slovenských dobrovolnických výprav.
Roku 1861 se stal poslancem Uherského sněmu za Zvolenskou župu. Za účast na tzv. Almášiho spiknutí byl roku 1864 odsouzen a roku 1867 byl propuštěn. Zemřel násilnou smrtí.
Je autorem vzpomínek na revoluční roky 1848-1849, historických a sociologicko-politických úvah.